# Élections sénatoriales de 1998 dans l'Aude
Les élections sénatoriales dans l'Aude ont eu lieu le dimanche 27 septembre 1998. 
Elles ont eu pour but d'élire les sénateurs représentant le département au Sénat pour un mandat de neuf années.

## Contexte départemental
Lors des élections sénatoriales du 24 septembre 1989 dans l'Aude, deux sénateurs PS ont été élus, Raymond Courrière et Roland Courteau.
Depuis, tous les effectifs du collège électoral des grands électeurs ont été renouvelés, avec les élections législatives françaises de 1997, les élections régionales françaises de 1998, les élections cantonales de 1994 et 1998 et les élections municipales françaises de 1995.

## Sénateurs sortants
| Sénateur | Sénateur          | Parti | Fonctions lors de l'élection en 1989                                    |
| -------- | ----------------- | ----- | ----------------------------------------------------------------------- |
|          | Raymond Courrière | PS    | Sénateur sortant, président du conseil général, maire de Cuxac-Cabardès |
|          | Roland Courteau   | PS    | Sénateur sortant, conseiller général                                    |

## Présentation des candidats
Les nouveaux représentants sont élus pour une législature de 9 ans au suffrage universel indirect par les 988 grands électeurs du département. 
Dans l'Aude, les sénateurs sont élus au scrutin majoritaire à deux tours.
| Candidats | Candidats                | Parti | Principale fonction                       |
| --------- | ------------------------ | ----- | ----------------------------------------- |
|           | Serge Lépine             | PCF   | Maire de Camplong-d'Aude                  |
|           | Gilbert Combes           | PCF   | Maire de Roullens                         |
|           | Roland Courteau          | PS    | Sénateur sortant, conseiller général      |
|           | Raymond Courrière        | PS    | Sénateur sortant, maire de Cuxac-Cabardès |
|           | Christian de Marion-Gaja | UDF   | Conseiller municipal de Carcassonne       |
|           | Marc Joncker             | RPR   | Maire de Bellegarde-du-Razès              |
|           | Jean-Pierre Cordier      | FN    |                                           |
|           | Jean-Pierre Nadal        | FN    |                                           |

## Résultats
|                | Roland Courteau          | PS             | 655 | 68,09  |  |  |
|                | Raymond Courrière        | PS             | 627 | 65,18  |  |  |
|                | Marc Joncker             | RPR            | 217 | 22,56  |  |  |
|                | Christian de Marion-Gaja | UDF            | 158 | 16,42  |  |  |
|                | Gilbert Combes           | PCF            | 92  | 9,56   |  |  |
|                | Serge Lépine             | PCF            | 89  | 9,25   |  |  |
|                | Jean-Pierre Cordier      | FN             | 17  | 1,77   |  |  |
|                | Jean-Pierre Nadal        | FN             | 14  | 1,46   |  |  |
|                |                          |                |     |        |  |  |
| Inscrits       | Inscrits                 | Inscrits       | 988 | 100,00 |  |  |
| Abstentions    | Abstentions              | Abstentions    | 16  | 1,62   |  |  |
| Votants        | Votants                  | Votants        | 972 | 98,38  |  |  |
| Blancs et nuls | Blancs et nuls           | Blancs et nuls | 10  | 1,03   |  |  |
| Exprimés       | Exprimés                 | Exprimés       | 962 | 98,97  |  |  |